# Просвіта Підкарпатської Русі
Товариство «Просвіта» в Ужгороді — українська громадська організація, заснована 9 травня 1920 р. в місті Ужгород. Попередник Закарпатського крайового культурно-освітнього товариства «Просвіта».

## Передісторія
Поразка у Першій світовій війні Австро-Угорської імперії та колапс влади призвів до її швидкого розпаду. За таких умов на території колишньої імперії виникають нові держави. Однією з них була Чехословацька Республіка, яка, за рішенням міжнародної комісії, отримала територію Рутенів на південь від Карпат, що становить сучасну Закарпатську область України. Нова територія отримала офіційну назву — Підкарпатська Русь (Podkarpatska Rus). Ліберальний, демократичний чехословацький режим створив широкі умови для національно-культурного розвитку. У складі Австро-Угорської імперії (Угорської частини) для діяльності культурно-просвітницьких товариств потрібен був дозвіл уряду. Тому їх створення було проблематичним для національних меншин, дозволи яким видавали неохоче. За ініціативою Ю. Бращайка, М. Творидла та С. Фенцика 30 грудня 1919 р. у помешканні А. Волошина було скликано нараду інтелігенції, на якій були присутні брати Стрипські, М. Григашій, Ю. Бращайко, О. Поливка, С. Фенцик, А. Штефан, М. Творидло та А. Волошин. Тривалий час розмови велися на різні теми, поки Г. Стрипський не повідомив, що в Будапешті засновано «Просвіту». А. Волошин повідомив, що О. Невицький, священик з Уяку (сучасна Словаччина), уже навіть підготував статут для просвітнього товариства «Зоря» і передав йому. Це мало бути просвітньо-економічне товариство для поширення культури. Але статут був дуже довгим і ґрунтувався на статуті львівської «Просвіти» 1890 р., тому було вирішено його переробити і допрацювати. Для цього був створений комітет у такому складі: Г. Стрипський, А. Волошин та М. Творидло.
Невдовзі на нараді інтелігенції був схвалений доопрацьований статут і обраний комітет, якому доручили провести всі приготування до установчих зборів. До складу комітету увійшли: Ю. Бращайко, А. Волошин, І. Панькевич. В. Желтвай, Е. Пак, С. Клочурак, В. Шуба, В. Сулинчак, М. Стрипський, А. Штефан, М. Творидло, В. Климпуш, М. Григашій, С. Фенцик, Е. Бокшай, А. Товт. На той час в Ужгороді не було Г. Стрипського, але його замінив І. Панькевич. Установчі  збори товариства «Просвіта» комітет вирішив провести 29 квітня 1920 р. як велике народне свято. З цієї нагоди було випущено спеціальні листівки, які поширювалися по всій Підкарпатській Русі: «Пам'ятайте на день 29 квітня, на той день весни в Підкарпатській Руси. Най не буде ні одного села, ні одного города, з котрого не прибув  би хтось один делегат, щоби  повитати те молоде товариство від своїх братів та сестер. Ширіть той поклик і подавайте його від села до села, від хати до хати, від рук до рук».
Проте, перша спроба заснувати «Просвіту» була зірвана русофілами на чолі з В. Гомичком, І. Цуркановичем, Л. Тиблевичем, А. Бескидом, К. Прокопом, Д. Симуликом. Їм вдалося спровокувати безлад й головуючий — Ю. Бращайко змушений був розпустити збори.

## Заснування Товариства «Просвіта»
Нові збори відбулися 9 травня 1920 р. у залі жупанату (сучасне приміщення художнього музею імені Й. Бокшая в Ужгороді). Цього разу учасники зборів допускали до зали лише тих людей, які були делегатами зборів. Спроби русофілів прорватися і зірвати заснування «Просвіти» було зупинене охороною. Відтак, 9 травня 1920 р. було урочисто засновано Товариство «Просвіта» в Ужгороді. Головою Товариства одноголосно було обрано адвоката Ю. Бращайка, який був на цій посаді за весь час існування «Просвіти», тобто до 1939 р. До Головного Виділу (правління) увійшли такі діячі: А. Волошин — директор Ужгородської учительської семінарії, який став заступником голови (до  1939 р.), В. Ґаджеґа — канонік Мукачівської капітули, В. Желтвай — професор учительської семінарії, П. Медвідь — голова ужгородської сирітської седрії, М. Стрипський — ужгородський піджупан, І. Панькевич — секретар Товариства, професор Ужгородської гімназії, урядник  шкільного реферату в Ужгороді, М. Творидло — агроном, А. Штефан — професор Ужгородської гімназії, М. Долинай — лікар, С. Клочурак — редактор, В. Шуба — працівник  «Підкарпатського банку»; заступниками членів правління (виділових) стали: М. Полянський — учитель із Худльова, І. Чуляк — залізничний працівник з Ужгорода, А. Товт — господар із Дравців, П. Яцко — директор школи в   Перечині, Й. Бокшай — професор Ужгородської гімназії і артист-маляр. Контрольна комісія була обрана на вісімнадцятому засіданні Головного Виділу 2 лютого 1921 р. у такому складі: В. Желтвай, С. Клочурак, В. Шуба.
У Чехословачинні від Ужгородської «Просвіти» також діяли осередок при робітничому курорті в Брно (1922—1923) і «Просвіти» у Братиславі та Празі.

## Вагомі заходи
- 12 серпня 1934 р.  — загальні збори філії «Просвіти» в Рахові[2]
- 9 червня 1937 р.  — посвячення синьо-жовтого прапора «Просвіти» в с. Бедевля на Мараморощині[3]
- 20 серпня 1937 р.  — відзначення в Кальнику 15-ї річниці товариства[4]
- 16-17 жовтня 1937 р.  — Всепросвітянський з'їзд в Ужгороді за участі понад п'ятнадцять тисяч делегатів та гостей з цілого Закарпаття, був присвячений вшануванню пам'яті Президента Т.  Ґ.  Масарика
- 27 червня 1938 р.  — з'їзд у Перечині (недозволений владою) із промовами, спрямованими проти угорських зазіхань на Закарпаття.[5]
- січень 1939 р.  — агітація членів організації голосувати на виборах до Сойму Карпатської України за кандидатів Українського Національного Об'єднання
- 13 серпня 1938 р.  — з'їзд в Рахові закарпатські гуцули в перший раз за ЧСР публічно заспівали «Ще не вмерла Україна» як свій національний гімн[6]

## Статутні органи
- голови — Михайло Бращайко, Ю. Бращайко
- Головний виділ (провід, президія)
- Контрольна комісія
- Видавнича комісія
- філії та читальні по селах

### Керівні органи президії «Просвіти» від 28 жовтня 1937 року
- голова — Ю. Бращайко
- заступники — А. Волошин та Д. Німчук
- скарбник — М. Бабота
- господар — В. Ґренджа-Донський
- секретар Ст. Клочурак

Скасована «Просвіта» угорською владою у 1939 р.